# Enrico Papa
Enrico Papa (Desenzano del Garda, 7 aprile 1945) è un attore italiano.

## Biografia
Dopo gli studi liceali a Brescia si trasferisce a Parigi dove frequenta l'École Internationale de théâtre Jacques Lecoq; successivamente a Roma si iscrive alla Facoltà di Scienze politiche a La Sapienza - Università di Roma; nel contempo frequenta l'Accademia nazionale d'arte drammatica (Silvio D'Amico). Debutta in teatro con Gigi Proietti e Antonio Calenda al Teatro Stabile dell'Aquila, successivamente con la regia di Orazio Costa in Tre sorelle di Čechov al Teatro delle Arti di Roma.
Lavora in teatro con Giorgio Albertazzi, Luca Ronconi, Giorgio Strehler, Orazio Costa, Antonio Calenda, Gigi Proietti, Michele Placido, Nando Gazzolo, Giancarlo Sbragia, Sergio Fantoni, Virginio Puecher, Paolo Giuranna, Sandro Sequi, Lorenzo Salveti e al cinema con Giuseppe De Santis, Vittorio Taviani, Mario Monicelli, Ermanno Olmi, Ruggero Deodato, Luigi Magni, Carlo Verdone, Luca Verdone, Marco Risi, Giorgio Capitani, Castellano e Pipolo, Damiano Damiani, Dino Risi, Francesco Massaro, Salvatore Samperi.
Dal 1994 e 2004 è stato docente di giornalismo televisivo presso la Scuola Rai.
Nel 2014 ha fondato il "Centro di poesia Sant'Emiliano", poi "Centro italiano di poesia".

## Teatro
- Un uomo è un uomo di Bertolt Brecht, regia di Fortunato Simone (1969)
- Sogno di una notte di mezza estate di William Shakespeare, regia di Orazio Costa (1969)
- La cantatrice calva di Eugène Ionesco, regia di Ivana Mirra (1969)
- Goldoni e le sue sedici commedie nuove di Paolo Ferrari, regia di Luca Ronconi (1970)
- Operetta di Witold Gombrowicz, regia di Antonio Calenda, Teatro Stabile dell'Aquila (1970)
- Orestea di Eschilo, regia di Antonio Calenda, Teatro Stabile dell'Aquila (1970)
- Atene Anno Zero di Francesco Della Corte, regia di Renzo Giovampietro, Teatro Stabile di Torino (1970)
- Otello di William Shakespeare, regia di Virginio Puecher (1970-1971)
- La dodicesima notte di William Shakespeare, regia di Orazio Costa, Estate teatrale veronese (1971)
- Re Giovanni di William Shakespeare, regia di Fortunato Simone (1972)
- Edipo Re di Sofocle, regia di Alessandro Fersen (Siracusa (1972)
- La Dama Boba di Lope de Vega, regia Sandro Sequi - Teatro Olimpico di Vicenza (1973)
- Don Giovanni involontario di Vitaliano Brancati, regia di Giorgio Albertazzi (1972-1973)
- Tre sorelle di Anton Čechov, regia di Orazio Costa (1974)
- Ifigenia in Aulide di Euripide, regia di Orazio Costa (Siracusa 1974)
- Ippocrate Ippocrate non lo farò più, regia di Eros Macchi (1975)
- Vote for Antelope di Enrico Papa (1976)
- Zanzarone di Enrico Papa (1977)
- Ed egli si nascose di Ignazio Silone, regia di Orazio Costa (1980)
- La commedia delle parole di Arthur Schnitzler, regia di Lorenzo Salveti (1986)
- La stagione del garofano rosso di Luigi Lunari, regia di Augusto Zucchi (1987)
- Placido recita... Pirandello (1991)
- Io, Leopardi e Goran Bregović, Teatro Le Sedie di Roma (2013)
- Io e Montale, Teatro Le Sedie di Roma (2014)
- Io e Montale... oltre la parola (2014)
- Pasolini's di Enrico Papa, Teatro Le Sedie di Roma (2015)
- L'uomo dal fiore in bocca e Poesie sparse di Luigi Pirandello, Roma (2016)
- L'ottavo re di Roma - Omaggio perturbato all'arte di Luigi Magni, Roma (2017)
- Pirandello chi - Spregiudicato omaggio all'arte e al suicidio di Memè Perlini, Roma (2018)
- La carriola di Luigi Pirandello, Milano, Auditorium Piero Calamandrei (2018)
- Montale e le sue muse (2023)

## Filmografia

### Cinema
- Il magnifico cornuto, regia di Antonio Pietrangeli (1964)
- Un apprezzato professionista di sicuro avvenire, regia di Giuseppe De Santis (1972)
- Sturmtruppen, regia di Salvatore Samperi (1976)
- Concorde Affaire '79, regia di Ruggero Deodato (1979)
- Cannibal Holocaust, regia di Ruggero Deodato (1980)
- Arrivano i bersaglieri, regia di Luigi Magni (1980)
- Mia moglie è una strega, regia di Castellano e Pipolo (1980)
- Borotalco, regia di Carlo Verdone (1982)
- Domani mi sposo, regia di Francesco Massaro (1984)
- Pericolo in agguato, regia di Elie Chouraqui (1987)
- Missione eroica - I pompieri 2, regia di Giorgio Capitani (1987)
- Soldati - 365 all'alba, regia di Marco Risi (1987)
- La bocca, regia di Luca Verdone (1990)
- L'angelo con la pistola, regia di Damiano Damiani (1992)
- Prima che il gallo canti, regia di Mario Foglietti (1992)
- Il grande sogno, regia di Michele Placido (2009)
- L'ombra di Caravaggio, regia di Michele Placido (2022)

### Televisione
- I demoni, regia di Sandro Bolchi - sceneggiato TV (1972)
- Qui squadra mobile, regia di Anton Giulio Majano - serie TV (1973 -1976)
- Anna Karenina, regia di Sandro Bolchi - sceneggiato TV (1974)
- Tante scuse, regia di Romolo Siena (1974)
- Un certo Marconi, regia di Sandro Bolchi (1974)
- Tracce sulla neve, regia di Alessandro Cane (1975)
- La signora Ava, regia di Antonio Calenda (1975)
- I killer, regia di Gian Pietro Calasso (1975)
- Di nuovo tante scuse, regia di Romolo Siena (1975)
- Due ragazzi incorreggibili, regia di Romolo Siena (1976)
- Soldato di tutte le guerre, regia di Eros Macchi (1977)
- Il guazzabuglio, regia di Enzo Trapani (1977)
- La gabbia, regia di Carlo Tuzii - sceneggiato TV (1977)
- Gli occhi del drago, regia di Piero Schivazappa  (1977)
- Disonora il padre, regia di Sandro Bolchi (1978)
- Doppia indagine, regia di Flaminio Bollini (1978)
- Il naso di un notaio, regia di Julio Salinas (1979)
- La vedova e il piedipiatti, regia di Mario Landi (1979)
- L'enigma delle due sorelle, regia di Mario Foglietti (1980)
- La scuola dei duri, regia di Mario Foglietti (1981)
- Morte al picco dell'aquila, regia di Mario Foglietti
- Incontrarsi e dirsi addio, regia di Mario Foglietti (1982)
- Io e il duce, regia di Alberto Negrin (1985)
- La contessina Mizzy, regia Andrea e Antonio Frazzi  (1986)
- Missione eroica - I pompieri 2, regia di Giorgio Capitani (1987)
- Investigatori d'Italia, regia di Paolo Poeti – miniserie TV (1987)
- Una lepre con la faccia di bambina, regia di Gianni Serra (1988)
- Un cane sciolto, regia di Giorgio Capitani (1990)
- L'ispettore Sarti, regia di Maurizio Rotundi (1991)
- Come una mamma, regia di Vittorio Sindoni (1991)
- I ragazzi del muretto, registi vari - serie TV (1991-1993)
- Prima che il gallo canti, regia di Mario Foglietti (1993)
- Due madri per Rocco, regia di Andrea e Antonio Frazzi (1994)
- In nome della famiglia, regia di Vincenzo Verdecchi (1995)